# Politeísmo celta
O politeísmo celta, também conhecido como paganismo celta, refere-se às crenças e às práticas religiosas dos antigos povos celtas da Europa Ocidental, antes da cristianização.
O politeísmo celta era animista e acreditava nos espíritos existentes em objetos naturais como árvores e pedras. As suas crenças e as suas práticas religiosas variavam ao longo das diferentes regiões ocupadas, que incluíam a Irlanda, a Grã-Bretanha, a Hispânia, a Galaecia, a Gália, as áreas ao longo do rio Danúbio e a Galácia. No entanto, havia pontos comuns compartilhados por todos.
As práticas religiosas celtas trazem as marcas da romanização seguinte ao imperialismo latino, embora a profundidade deste processo seja um assunto de discordância acadêmica.
O politeísmo celta diminuiu no período do Império Romano, especialmente após a proibição duma das suas formas, o druidismo, pelo imperador Cláudio em 54 d.C. Ele persistiu um pouco mais nas ilhas anglo-irlandesas, de que desapareceu durante a cristianização, ao longo dos séculos V e VI.